# Lothar Meister
Lothar Meister (ur. 26 stycznia 1931 w Wittenberdze, zm. 31 stycznia 2021) – niemiecki kolarz torowy i szosowy reprezentujący NRD, dwukrotny medalista torowych mistrzostw świata.

## Kariera
Pierwszy sukces w karierze Lothar Meister osiągnął w 1958 roku, kiedy zdobył złoty medal w wyścigu ze startu zatrzymanego amatorów podczas torowych mistrzostw świata w Paryżu. Na rozgrywanych rok później mistrzostwach świata w Amsterdamie Meister wywalczył brązowy medal, wyprzedzili go jedynie Holender Arie van Houwelingen i Francuz Bernard Deconinck. Rok później, podczas mistrzostw świata w Lipsku w tej samej konkurencji rywalizację zakończył na szóstej pozycji. Wielokrotnie zdobywał medale mistrzostw kraju, zarówno w kolarstwie torowym jak i szosowym. W wyścigach szosowych wygrał między innymi Rund um Leipzig w 1949 roku, a 1951 roku był drugi w klasyfikacji generalnej Wyścigu Pokoju. Nigdy nie wystąpił na igrzyskach olimpijskich.